# Pseudochelidon
Pseudochelidon este un gen de păsări din familia de rândunele Hirundinidae. Conține două specii numite lăstuni de râu.  Cele două specii sunt: lăstunul de râu african (Pseudochelidon eurystomina), care se găsește în Congo și Gabon, și lăstunul de râu cu ochi albi (Pseudochelidon sirintarae), cunoscut doar dintr-un singur sit din Thailanda.

## Taxonomie
Când un exemplar de lăstun de râu african din Gabon a fost descris pentru prima dată oficial de zoologul german Gustav Hartlaub în 1861, nu a fost identificat inițial ca membru al familiei de rândunele și lăstuni. Hartlaub l-a plasat în Coraciidae, autorii de mai târziu fie l-au pus în propria sa familie separată, fie cu Artamus. Doar în urma studiului anatomiei speciei de către Lowe, s-a stabilit că aceasta este strâns legată de rândunele și lăstuni, dar suficient de diferită pentru a putea fi plasată într-o subfamilie separată Pseudochelidoninae.
Numele genului Pseudochelidon provine din prefixul grecesc antic ψευδο/pseudo, „fals”, și χελιδων/chelidôn, „rândunică”, reflectând caracterul său distinctiv față de rândunelele „adevărate”.
Timp de mulți ani, lăstunul de râu african a fost singurul membru al genului și a subfamiliei sale, până la descoperirea lăstunului de râu cu ochi albi, Pseudochelidon eurystomina, de către ornitologul thailandez Kitti Thonglongya în 1968. Deși unele autorități îl urmează pe Brooke în plasarea acelei specii într-un gen separat Eurochelidon datorită diferențelor sale semnificative față de specia africană, acesta rămâne membru al aceleiași subfamilii. Studiile genetice au confirmat că cei doi lăstuni de râu formează o cladă distinctă de rândunelele tipice din subfamilia Hirundininae.